# Vrigsted Sogn
Vrigsted Sogn er et sogn i Hedensted Provsti (Haderslev Stift).
I 1800-tallet var Vrigsted Sogn anneks til Barrit Sogn. Begge sogne hørte til Bjerre Herred i Vejle Amt. Barrit-Vrigsted sognekommune blev ved kommunalreformen i 1970 indlemmet i Juelsminde Kommune, der ved strukturreformen i 2007 indgik i Hedensted Kommune.
I Vrigsted Sogn ligger Vrigsted Kirke.
I sognet findes følgende autoriserede stednavne:
- Ballebæk (bebyggelse)
- Løgballe (bebyggelse)
- Neder Vrigsted (bebyggelse, ejerlav)
- Smedskær (bebyggelse)
- Tørvekær (bebyggelse)
- Vrigsted (bebyggelse, ejerlav)